# Giuseppe Antonio Borgese
Giuseppe Antonio Borgese (Polizzi Generosa, 12 novembre 1882 – Fiesole, 4 dicembre 1952) è stato un germanista, giornalista, critico letterario, poeta e drammaturgo italiano naturalizzato statunitense.

## Biografia
Durante l'anno accademico 1899-1900, su pressione del padre che lo voleva avvocato, si iscrive alla facoltà di Giurisprudenza dell'Università degli Studi di Palermo, ma già nel 1900 si trasferisce a Firenze dove, presso l'Istituto di Studi Superiori, segue i corsi di Girolamo Vitelli, Pio Rajna, Pasquale Villari, Achille Coen e Guido Mazzoni. Dal matrimonio con la scrittrice Maria Freschi nacquero due figli, Leonardo (1904) e Giovanna (1911). Ottenuto il divorzio in America sposò Elisabeth Mann, figlia di Thomas Mann, e da questo matrimonio nacquero altre due figlie Angelica e Dominica.

### Le prime collaborazioni

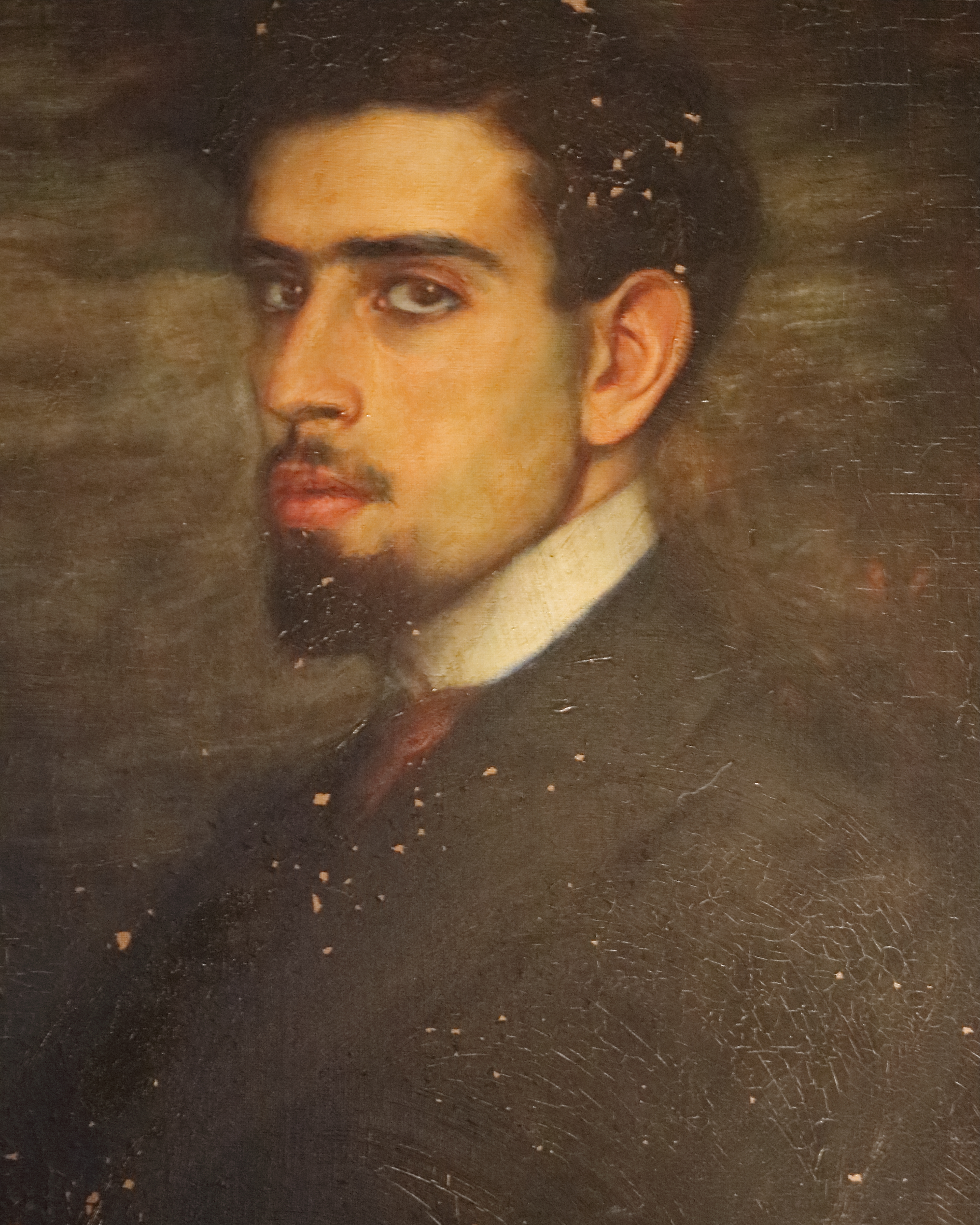
Giuseppe Antonio Borgese ritratto da Giovanni Costetti (1904)

A partire dall'anno successivo inizia la collaborazione all'«Archivio per lo studio delle tradizioni popolari» di Pitrè e, di lì a poco, al «Regno» di Corradini e al «Leonardo» di Papini, rivelando negli scritti critici un'impronta estetica di base sostanzialmente crociana, che risentiva anche di quell'antipositivismo proprio all'ambiente culturale fiorentino dell'epoca. Nel 1903 Benedetto Croce recensì con pieno favore su «La Critica» due interventi di Borgese relativi all'opera di Gabriele D'Annunzio; e sarà lo stesso Croce che pubblicherà la sua tesi di laurea, discussa a Palermo, con il titolo: Storia della critica romantica in Italia (Napoli, 1905). Intanto, nel 1903, dopo aver partecipato alla fallita rivista Medusa, fondava la rivista Hermes, che avrebbe proseguito le pubblicazioni fino al 1906 e sulle cui pagine comparvero le sue prime prose; mentre una raccolta di liriche fu da lui pubblicata nel 1908, presso Ricciardi, ma mai messa in commercio per volere dell'autore stesso.
Tra il 1907 e il 1908, Borgese, in qualità di corrispondente de Il Mattino di Napoli e poi de La Stampa di Torino, compì un soggiorno di due anni in Germania, - dove conobbe tra l'altro Hauptmann e la musica tedesca -, che gli permise di scrivere articoli e saggi per una cultura italiana allora poco aperta all'esterno. Da questa esperienza nacque il volume La nuova Germania (Milano, 1909), che raccoglieva le corrispondenze pubblicate sui due quotidiani; sempre nel 1909, dette alle stampe, a Napoli, il saggio Gabriele D'Annunzio. Ancora in questo anno, capitò per caso a Messina - era diretto a Palermo, ma sbagliò piroscafo -, proprio il giorno successivo al terremoto di cui diede annuncio per primo tramite un articolo per Il Mattino di Napoli. Sono questi gli anni in cui Borgese viene affermandosi come il punto di riferimento forse più significativo, in Italia, per la "critica militante".

### La carriera accademica
Parallelamente iniziò la carriera accademica, con la nomina a docente di Letteratura tedesca alla Sapienza-Università di Roma (1910). Nel 1912 iniziò la collaborazione al Corriere della Sera che, con incarichi e forme collaborative diverse, avrebbe mantenuto fino alla morte.
Sono questi però anche gli anni in cui si consuma l'irrimediabile rottura con Benedetto Croce, che si evidenzia in tutta la sua portata all'indomani della pubblicazione, da parte di Benedetto Croce, del saggio su Giambattista Vico. In questo arco di tempo, si collocano due fra i più rappresentativi contributi saggistici di Borgese: le tre serie di La Vita e il Libro (Milano, 1910, 1911, 1913) e Studi di letterature moderne (Milano, 1915), oltre alle due riviste da lui fondate: La Nuova Cultura e Il Conciliatore.

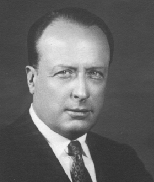
Il sottosegretario Romeo Gallenga Stuart

### Interventismo
La sua intensa attività intellettuale ebbe modo di concentrarsi sul primo conflitto mondiale, cui Borgese prese posizioni da acceso interventista con opere come Italia e Germania (Milano, 1915); Guerra di redenzione (Milano, 1915); La guerra delle idee (Milano, 1916); L'Italia e la nuova alleanza (Milano, 1917). Il fratello Giovanni, che nel 1914 con Alfredo Cucco aveva fondato la sezione dell'Associazione Nazionalista Italiana di Castelbuono ed era partito volontario, cadde in guerra. Assunse una posizione liberal-nazionale in campo interventista dettando la linea sul Corriere della Sera del quale divenne un importante editorialista di politica estera.
Durante gli anni del primo conflitto mondiale, svolse delicate e complesse missioni diplomatiche, sotto le direttive del sottosegretario alla propaganda Romeo Gallenga Stuart, soprattutto volte a vagliare una possibile alleanza con le nazionalità slave in funzione antiasburgica.
Nel 1918, a Roma, Borgese ideò il “Congresso delle nazionalità oppresse dall'Austria-Ungheria”, che venne a costituire, di fatto, una diversa piattaforma per le trattative di pace anche in relazione alla nascita di un futuro stato jugoslavo. All'inizio degli anni Venti, a causa della strenua difesa degli ideali etico-politici che Borgese aveva sempre propugnato, vennero deteriorandosi anche i rapporti con il Corriere della Sera, essendo egli diventato, fra l'altro, il bersaglio prediletto di quanti attaccavano gli esiti delle trattative di pace, in nome della dannunziana “vittoria mutilata”. In pratica, Borgese venne estromesso dall'ambito della progettualità editoriale del quotidiano milanese, relativamente all'impostazione di questo in politica estera.

### I primi romanzi
Confermato nell'insegnamento accademico alla cattedra di Estetica e Storia della critica, appositamente per lui creata presso l'Università degli Studi di Milano, si defilò progressivamente dalla vita politica, amareggiato e deluso dalla situazione complessiva che si era venuta a creare, dedicandosi sempre più a un'intima riflessione morale e artistica sulle vicende storico-politiche. Il frutto più immediato di questo periodo, marcatamente introspettivo, fu il romanzo Rubè (Milano, 1921), destinato poi a diventare uno dei contributi più significativi, in tal senso, nella storia della narrativa italiana contemporanea, cui fecero seguito le Poesie (Milano, 1922) e un altro romanzo I vivi e i morti (Milano 1923, ripubblicato da il Palindromo di Palermo nel 2018). La produzione artistica di Borgese si arricchì, almeno fino al 1931, di numerosi altri titoli, fra romanzi, racconti, drammi teatrali, prose di viaggio. Al contempo, proseguì l'attività critica e storiografica: Tempo di edificare (Milano, 1923); Ottocento europeo (Milano, 1927); Il senso della letteratura italiana (Milano, 1931); Poetica dell'unità (Milano, 1934).
Borgese non nutriva sentimenti di simpatia per il fascismo, ma dopo aver sottoscritto l'appello in favore di Gaetano Salvemini, arrestato nel 1925 per attività sovversiva, aveva evitato di manifestare il suo dissenso pubblicamente.

### La cattedra negli USA
Il 1931 costituisce il punto di svolta della vita di Borgese. Nel luglio di questo anno, a 48 anni, s'imbarcò alla volta degli Stati Uniti d'America, accettando l'invito di trasferirsi a Berkeley per tenervi una serie di lezioni come professore in visita alla Università della California - Berkeley, decisione presa anche in seguito a reiterati disordini e intimidazioni fomentati in aula da alcuni studenti fascisti e culminati nel mese di maggio con il pestaggio subito da due suoi allievi. Quello che nelle intenzioni iniziali avrebbe dovuto essere solo un soggiorno accademico si trasformò invece in un volontario esilio, durato fino a guerra conclusa. Nell'agosto 1931, infatti, il regime impose il giuramento fascista,  ai professori universitari del Regno. Su 1251 accademici solo 13 opposero un rifiuto e rinunciarono alla cattedra: Francesco ed Edoardo Ruffini, Fabio Luzzatto, Giorgio Levi Della Vida, Gaetano De Sanctis, Ernesto Buonaiuti, Vito Volterra, Bartolo Nigrisoli, Mario Carrara, Lionello Venturi, Giorgio Errera, Piero Martinetti. Il suo caso fu però particolare: in quel periodo si trovava infatti ad insegnare negli USA alle dipendenze del Ministero degli Esteri e il giuramento di fedeltà al fascismo non gli era stato richiesto né dal Console né dal Ministero degli Esteri, che, anzi, nel settembre del 1932 lo autorizzava a risiedere ancora un anno negli Stati Uniti d'America, senza fare alcun accenno al giuramento. La sua cattedra di letteratura tedesca presso l'Università degli Studi Milano venne data al suo amico, anche lui di origini polizzane, Vincenzo Errante.

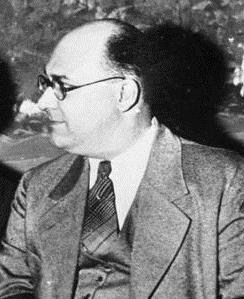
Gaetano Salvemini

Fortemente a disagio nella situazione di stallo in cui era venuto a trovarsi, nel 1933 ruppe gli indugi: scelse di non firmare il giuramento e di non tornare in Italia. Le ragioni di questa decisione trovarono compiuta espressione in due lettere-memoriali a Mussolini, la prima dell'agosto 1933, la seconda dell'ottobre 1934, oltre che in vari passi dei diari. Ideate, redatte e spedite in forma eminentemente privata, le Lettere a Mussolini furono rese pubbliche nel 1935 a Parigi nei «Quaderni di Giustizia e Libertà» e pubblicate in Italia solo nel 1950 dalla rivista Il Ponte. Sancita la sua definitiva rottura con l'Italia fascista, verrà dichiarato "dimissionario" per non avere ripreso servizio all'Università di Milano, perdendo così, unico fra i professori che non avevano giurato, anche il diritto alla pensione di anzianità.
Intanto dal 1931 al 1932 insegnò Storia della critica ed Estetica all'Università della California - Berkeley, dal 1932 al 1936 Letteratura italiana e Letteratura comparata allo Smith College di Northampton (Massachusetts), approdando in ultimo all'Università di Chicago, dove rimase fino al 1948. Dal 1931 al 1934 continuò a collaborare con il Corriere della sera attraverso articoli sugli USA, che andranno a costituire le raccolte dell'Atlante americano (1946, l'edizione del 1936 venne bloccata dalle autorità fasciste) e la postuma Città assoluta e altri scritti (1962).

### L'impegno antifascista
Negli Stati Uniti d'America cominciò una nuova vita. Nel 1938 ottenne la cittadinanza statunitense e, nel novembre 1939, dopo il divorzio da Maria Freschi, si unì in seconde nozze con la figlia di Thomas Mann, Elisabeth, che aveva conosciuto l'anno prima nella casa del padre.
Il periodo statunitense è caratterizzato anche dalla ripresa di un appassionato e continuativo attivismo politico. Prima in una serrata militanza intellettuale antifascista: nel 1939, insieme a Gaetano Salvemini e altri antifascisti italiani, fondò la Mazzini Society, un'associazione nata per difendere gli ideali democratici, far conoscere negli Stati Uniti d'America le condizioni dell'Italia e fornire un aiuto agli esuli. In questi anni vide la luce uno dei testi più significativi dell'ultimo Borgese: Goliath, The march of Fascism (New York, 1937), un'indagine sulle ragioni e caratteristiche del fascismo, che consacrò la sua fama di oppositore al regime. Investì poi le sue inesauribili energie intellettuali in un progetto utopico, perseguito con tenacia fino alla fine, anche a livello organizzativo, volto alla realizzazione di un "Governo mondiale", un modello di governo radicalmente unitario, oltre ogni particolarismo di ordine sociale, religioso, culturale, economico, politico, centrato sull'individuazione di una serie di valori universali o universalmente condivisibili.
Insieme a Richard McKeon fu infatti promotore dell'attività del Committee to Frame a World Constitution (Comitato per la Costituzione mondiale), di cui ricoprì anche la carica di segretario, accogliendo l'idea lanciata da una radio discussione del 12 agosto 1945 dal rettore dell'Università di Chicago Robert M. Hutchins della necessità di un governo mondiale, dopo le ferite inferte nelle coscienze dal secondo conflitto mondiale e le preoccupazioni costanti per la situazione internazionale in seguito all'esplosione della bomba atomica su Hiroshima.
Il Committee, che vide fra i suoi membri i più autorevoli scienziati e pensatori del momento (Mortimer J. Adler, Stringfellow Barr, Albert Guérard, Harold A Innis, Erich Kahler, Wilberg G. Katz, Charles H. Mc Ilwain, Rexford G. Tugwell ecc.), e che si valse anche la collaborazione di Elisabeth Mann Borgese, istituì le basi del progetto per una "Costituzione mondiale". Oltre a numerose collaborazioni a quotidiani e riviste, trasmissioni radiofoniche e conferenze, lavorò a opere che hanno come prospettiva l'edificazione di un nuovo ordine mondiale: The City of Man, scritto in collaborazione, fra gli altri, con Thomas Mann (New York, 1940); Common Cause (New York, 1943), che darà il nome alla successiva rivista, da lui fondata nel 1947 e pubblicata dal "Committee"; Preliminary Draft of a World Constitution (Chicago, 1948); e la postuma Foundations of a World Republic (Chicago, 1953), dove si descrive il piano e la struttura della federazione e del Governo mondiale.

### Il ritorno in Italia
Nel 1948 rientrò per un breve periodo in Italia e il 13 settembre 1949, dopo 18 anni di assenza, risalì sulla sua vecchia cattedra di Estetica all'Università di Milano, in mezzo a una folla assiepata nell'aula magna e nelle sale attigue, come descrivono i giornali dell'epoca. Nello stesso anno apparve la traduzione italiana del Disegno preliminare di Costituzione mondiale. Fra le opere di saggistica critica, storico-letteraria ed estetica maturate nell'ultimo periodo e alcune pubblicate postume, si segnalano: Problemi di estetica e storia della critica (Milano, 1952); Da Dante a Thomas Mann (Milano, 1958). Fra le opere letterarie ricordiamo la nuova edizione delle Poesie (Milano, 1952) e la raccolta di novelle La Siracusana (Milano 1950). Continuò a svolgere attività di critico dalle colonne del Corriere della sera e a perseguire il progetto costituzionale del "Committee to Frame a World Constitution", che gli valse la proposta di nomina al Premio Nobel per la pace del 1952, avanzata all'Istituto per il Nobel del Parlamento norvegese dall'Università di Chicago, dove operava il Comitato e dove Borgese stesso insegnava. Sempre nel 1952 vinse il Premio Marzotto per la critica. Morì improvvisamente a Fiesole, dove si era stabilito, la notte del 4 dicembre di quello stesso anno.
Il Senato della Repubblica, nella seduta del 5 dicembre, ne ricorderà la persona e l'opera. Confidava Borgese ad un amico: «Aspiro, per quando sia morto, a una lode: che in nessuna mia pagina è fatta propaganda per un sentimento abietto o malvagio». In una lapide apposta nel centenario della nascita nel Comune di Polizzi, è scolpito: A GIUSEPPE ANTONIO BORGESE -  POETA, NARRATORE, CRITICO E POLITICO CHE VOLLE L'UNITA' DELL'ARTE E DEL MONDO. Nel (2002) nasce la Fondazione "G.A. Borgese" a lui dedicata opera per realizzare una più ampia conoscenza, promozione, valorizzazione e diffusione della sua opera artistica, letteraria, critica, giornalistica e politica.

### Carriera di scrittore
Borgese fu scrittore versatile e accanto alla sua attività di giornalista e di critico, fu anche compositore di opere poetiche, di romanzi, di racconti, di novelle e di opere teatrali. Oltre alle poesie La canzone paziente (1910), pubblicò Le Poesie (1922) e Poesie 1922-1952 (1952).
Scrisse anche due romanzi, Rubè (1921), opera notevole dal sapore quasi profetico, per lo stile e per la trama psicologica che analizzava le contraddizioni morali di un intellettuale egocentrico e torturatore di sé stesso e degli altri, e I vivi e i morti (1923, dopo anni di assenza ripubblicato nel 2018 da il Palindromo) che racconta la vicenda biografica di Eliseo Gaddi, intellettuale non più giovanissimo che, a seguito della prematura scomparsa del fratello maggiore di cui si sente responsabile, sceglie consapevolmente di rifugiarsi nella campagna padana e di vivere con l’anziana madre. Il ritiro dal mondo, il rifiuto delle convenzioni sociali, della guerra e della barbarie del presente, la rinuncia all’amore e alle amicizie, l’aspirazione alla conquista di una rinnovata spiritualità: il secondo romanzo di Borgese è un viaggio proteso verso il sogno di una solitudine perfetta.
Borgese scrisse anche molte novelle: La città sconosciuta del 1925, Le belle del 1927, Il sole non è tramontato del 1929, tutte raccolte ne Il pellegrino appassionato (1933) e il racconto breve Tempesta nel nulla del 1931, ispirato da un soggiorno e un'escursione nei monti dell'Engadina. Scrisse inoltre un saggio sulla tragica morte per suicidio di Rodolfo d'Asburgo-Lorena, arciduca ereditario d'Austria (La tragedia di Mayerling, 1925),  saggio che è considerato ancora una pietra miliare su quell'argomento molto misterioso e mai chiarito del tutto nonché un modello di giornalismo rigoroso.
Per il teatro compose due drammi: L'Arciduca (1924), sempre sul dramma di Rodolfo, e Lazzaro (1925).
Moltissimi furono i saggi di critica letteraria e di estetica che seguono un percorso approdante a tesi polemiche nei confronti dei suoi primi maestri e modelli, soprattutto nei confronti di D'Annunzio.
Anche l'attività giornalistica e politica di Borgese viene testimoniata in numerosi volumi, come La guerra delle idee, L'Italia e la nuova alleanza e numerosi altri. Tra i libri di viaggio si ricordano  Autunno a Costantinopoli, Giro lungo per la primavera, Escursioni in terre nuove e Atlante americano.
Durante la guerra e nel secondo dopoguerra, l'autore continuò a redigere libri a sfondo politico e non mancò il suo attivismo come evidenziò il testo intitolato Disegno preliminare di costituzione di una repubblica mondiale del 1948.

### Archivio
Il fondo Giuseppe Antonio Borgese venne donato poco dopo la sua morte, dalla seconda moglie, Elisabeth Mann Borgese, figlia di Thomas Mann, alla Biblioteca umanistica della Facoltà di lettere e filosofia dell'Università degli studi di Firenze, dove è tuttora conservato. Comprende 73 contenitori di materiale manoscritto e a stampa, che includono: una parte del carteggio, manoscritti di opere edite ed inedite, materiali preparatori per lezioni e pubblicazioni, diari, agende, taccuini, ritagli di giornali, raccolte di materiale bibliografico, di giornali, riviste.
Per una descrizione del fondo: Guida agli archivi delle personalità della cultura in Toscana, tra '800 e '900. L'area fiorentina, a cura di Emilio Capannelli e Elisabetta Insabato, Firenze, L. S. Olschki, 1996, pp. 118-121.
È stato pubblicato in più volumi il catalogo generale del fondo: Fondo G.A. Borgese. Catalogo generale, vol. I. Contenitori 1-5, a cura di F. Bazzani, M.M. Lenzi, Firenze, Accademia Toscana di Scienze e Lettere La Colombaria (pubblicazione fuori commercio), 1993, pp. III + 51; Fondo G.A. Borgese. Catalogo generale, vol. II. Contenitori 6-12,  a cura di F. Bazzani, M.M. Lenzi, A. Olivieri, Firenze, Accademia Toscana di Scienze e Lettere La Colombaria (pubblicazione fuori commercio), 1994, pp. III + 52-148; Fondo G.A. Borgese. Catalogo generale, vol. III. Contenitori 13-18,  a cura di F. Bazzani, M.M. Lenzi, A. Olivieri, Firenze, Accademia Toscana di Scienze e Lettere La Colombaria (pubblicazione fuori commercio), 1994, pp. III + 149-227.
Del fondo esiste anche l'inventario analitico: Catalogo del Fondo Giuseppe Antonio Borgese della Biblioteca Umanistica dell'Università degli studi di Firenze, a cura di Maria Grazia Macconi, con la collaborazione di Marco Massimiliano Lenzi e Duccio Mannucci, Firenze, Edizioni Gonnelli, 2009 .

## Opere

### Poesia
- La canzone paziente, Ricciardi, Milano 1909 [poi, con varianti rispetto alle prime pubblicazioni presso riviste, Edda, Roma 2019; a cura di G. Saffi]
- Le Poesie di G. A. Borgese, Mondadori, Milano 1922; a cura di Gandolfo Cascio, Istituto Italiano di Cultura 2020
- Poesie 1922-1952, Mondadori 1952

### Romanzi
- Rubè, Treves, Milano 1921
- I vivi e i morti, Treves, Milano 1923; il Palindromo, Palermo 2018.

### Novelle
- La città sconosciuta, Treves, Milano 1925
- Le belle, Treves, Milano 1927
- Il sole non è tramontato, Treves, Milano 1929
- Tempesta nel nulla, Treves, Milano 1931
- Il pellegrino appassionato, Treves, Milano 1933; a cura di G. Cascio e G. Librizzi, Avagliano, Roma 2019
- La Siracusana, Treves, Milano 1950
- Le novelle, 2 voll., Mondadori, Milano 1950

### Teatro
- L'Arciduca, Treves, Milano 1924
- Lazzaro, Treves, Milano 1925

### Saggi di critica letteraria ed estetica
- Gabriele D'Annunzio, Ricciardi, Napoli 1909
- Mefistofele. Con un discorso sulla personalità di Goethe, Quattrini, Firenze, 1911
- La vita e il libro, 3 voll., Bocca, Torino 1910-1913
- Studi di letterature moderne, Treves, Milano 1915
- Risurrezioni, Perella, Firenze 1922
- Tempo di edificare, Treves, Milano 1923
- Ottocento europeo, Treves, Milano 1927
- Il senso della letteratura italiana, Treves, Milano 1931
- Poetica dell'unità. Cinque saggi, Treves, Milano 1934
- Le origini intellettuali del fascismo, in "Social Research", I, 1934; traduzione, cura e introduzione di Dario Consoli: “Peccato della ragione; con tre lettere inedite a Domenico Rapisardi”, Prova d'Autore, Catania 2010
- Problemi di estetica e storia della critica, Mondadori, Milano 1952

### Giornalismo e politica
- La nuova Germania, Bocca, Torino, 1909
- Italia e Germania, Treves, Milano 1915
- Guerra di redenzione, Ravà e C., Milano 1915
- La guerra delle idee, Treves, Milano, 1916
- L'Italia e la nuova alleanza, Treves, Milano 1937
- L'Alto Adige contro l'Italia, Treves, Milano 1921
- La tragedia di Mayerling, Treves Milano 1925
- Goliath, the March of Fascism, The Viking Press, New York 1937
- Disegno preliminare di costituzione mondiale, Mondadori, Milano 1949

### Libri di viaggio
- Autunno di Costantinopoli, Treves, Milano 1929
- Giro lungo per la primavera, Bompiani, Milano 1930
- Escursioni in terre nuove, Ceschina, Milano, 1931
- Atlante americano, Guanda, Parma, 1936